# Дембишки окръг
Дембишки окръг (на полски: Powiat dębicki) е окръг в Югоизточна Полша, Подкарпатско войводство. Заема площ от 777,48 км2.
Административен център е град Дембица.

## География
Окръгът се намира в историческия регион Малополша. Разположен е в западната част на войводството.

## Население
Населението на окръга възлиза на 135 090 души (2012 г.). Гъстотата е 174 души/км2.

## Административно деление
Административно окръгът е разделен на 7 общини.
Градска община:
- Дембица

Градско-селски общини:
- Община Бжостек
- Община Пилзно

Селски общини:
- Община Дембица
- Община Жираков
- Община Йодлова
- Община Чарна

## Галерия
- Бжостек
- Дембица
- Пилзно